# Stwierdzenie nabycia spadku
Stwierdzenie nabycia spadku – istniejąca w polskim prawie cywilnym instytucja, mająca na celu legitymizację stanu majątkowego, jaki powstał w wyniku otwarcia spadku.

## Geneza
Polski system prawny nie przewiduje spadku wakującego, a więc sytuacji, w której nikt po spadek się nie zgłasza, nie ma znanego następcy lub też znani następcy zrzekli się spadku. Z tego powodu nabycie spadku następuje ex lege (z mocy prawa) z chwilą jego otwarcia, to jest momentem śmierci spadkodawcy. Z uwagi na brak zewnętrznego przejawu przejścia praw ze spadkodawcy na spadkobiercę, prawo polskie przyjęło deklaratywne potwierdzenie statusu spadkobiercy, tj. kto i w jakiej części dziedziczy po danym spadkodawcy na podstawie ustawy lub testamentu. Do 2008 roku Kodeks cywilny przewidywał jedynie sądowe postanowienie o stwierdzeniu nabycia spadku, natomiast obecnie funkcjonuje również notarialne poświadczenie dziedziczenia. Oba tryby wywołują tożsame skutki. Ponadto w polskim porządku prawnym funkcjonuje również europejskie poświadczenie spadkowe.

## Postanowienie o stwierdzeniu nabycia spadku

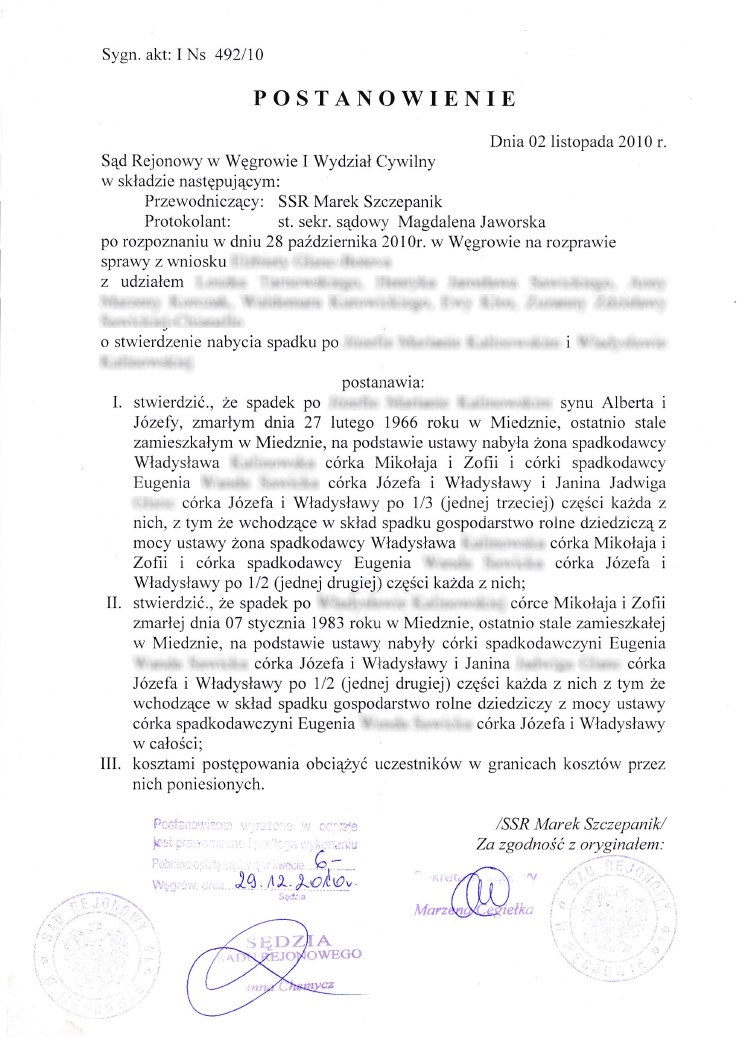
Odpis postanowienia w sprawie stwierdzenia nabycia spadku

Wniosek o wydanie postanowienia o stwierdzeniu nabycia spadku może złożyć każdy, kto ma w tym interes (tj. jakikolwiek interes osobisty bądź majątkowy). Osobami uprawnionym do złożenia takiego wniosku są:
1. osoby uprawnione ze względu na fakt przysługiwania im praw do spadku:
  - spadkobiercy zmarłego;
  - spadkobiercy tych ze spadkobierców zmarłego, którzy zmarli przed stwierdzeniem nabycia spadku;
  - osoby, które nabyłyby spadek według reguł dziedziczenia ustawowego po odrzuceniu spadku przez spadkobiercę ustawowego dziedziczącego w pierwszej kolejności;
2. osoby zainteresowane wykazaniem, że nie są spadkobiercami lub, że zbyły nabyty spadek[7];
3. podmioty pozostające w stosunkach zobowiązaniowych ze spadkodawcą lub spadkobiercą (wierzyciele spadkodawcy)[8].

Wniosek złożony przez osobę nieuprawnioną podlega odrzuceniu. Uprawnienie do złożenia wniosku o stwierdzenie nabycia spadku jest roszczeniem procesowym, dlatego też nie podlega przedawnieniu.
Sądem właściwym do wydania przedmiotowego postanowienia jest sąd spadku w rozumieniu art. 628 k.c., czyli najczęściej sąd rejonowy właściwy miejscowo dla ostatniego miejsca zamieszkania spadkodawcy.
Stwierdzenie nabycia spadku wydaje sąd w drodze postanowienia po przeprowadzeniu rozprawy w postępowaniu nieprocesowym. Sąd bada, czy spadkodawca nie pozostawił testamentu, a jeżeli takowy został sporządzony, wzywa do jego złożenia. Po złożeniu testament zostaje otwarty i ogłoszony. Sąd z urzędu bada także, kto jest spadkobiercą. Uproszczonym dowodem ustalenia spadkodawcy jest zapewnienie spadkowe składane przez zgłaszającego się spadkobiercę, a dotyczące wiadomości o innych spadkobiercach. Wskazane przez wnioskodawcę osoby jako potencjalni spadkobiercy testamentowi lub ustawowi są uczestnikami koniecznymi postępowania. Sąd nie jest związany oświadczeniem wnioskodawcy i może przeprowadzić tzw. postępowanie konwokacyjne, w ramach którego wzywa spadkobierców do udziału w postępowaniu przez ogłoszenie umieszczone w piśmie poczytnym na całym obszarze państwa oraz podanie do publicznej wiadomości w miejscu ostatniego zamieszkania spadkodawcy, w sposób w tym miejscu przyjęty. Wówczas stwierdzenie nabycia spadku może nastąpić dopiero po upływie 3 miesięcy od takiego ogłoszenia.
Postanowienie o stwierdzeniu nabycia spadku obejmuje cały spadek po jednym spadkodawcy w stosunku do wszystkich spadkobierców. Orzeczenie wskazuje kto, z jakiego tytułu oraz w jakich częściach dziedziczy po danym spadkodawcy. Możliwe jest również połączenie kilku wniosków o stwierdzenie nabycia spadku oraz rozpoznanie ich w jednym postępowaniu. W konsekwencji postanowienie o stwierdzeniu nabycia spadku może dotyczyć kilku spadkodawców, jak np. w przypadku postanowienia o stwierdzeniu nabycia spadku po rodzicach.
Postanowienie może być wydane najwcześniej po upływie 6 miesięcy od otwarcia spadku. Wcześniejsze jego wydanie może mieć miejsce wyłącznie wówczas, gdy wszyscy znani spadkobiercy złożyli oświadczenie o przyjęciu lub odrzuceniu spadku, bądź gdy upłynął termin do złożenia takiego oświadczenia. Postanowienie to podlega zaskarżeniu.

## Notarialne poświadczenie dziedziczenia
Procedurę wydania notarialnego poświadczenia dziedziczenia reguluje ustawa z dnia 14 lutego 1991 r. – Prawo o notariacie w rozdziale 3a. Zgodnie z tą regulacją, notariusz poświadcza dziedziczenie, które zrównane jest w skutkach z sądowym postanowieniem o stwierdzeniu nabycia spadku. Ustawodawca wyłącza jednak możliwość stwierdzenia dziedziczenia:
- na podstawie testamentów szczególnych (np. testamentu ustnego)[12],
- gdy w toku sporządzania protokołu dziedziczenia ujawnią się okoliczności wskazujące, że przy jego sporządzeniu nie były obecne wszystkie osoby, które mogą wchodzić w rachubę jako spadkobiercy ustawowi lub testamentowi, lub też osoby, na których rzecz spadkodawca uczynił zapisy windykacyjne, albo istnieją lub istniały testamenty, które nie zostały otwarte lub ogłoszone,
- gdy spadkodawca w chwili śmierci był cudzoziemcem lub, nie posiadając żadnego obywatelstwa, nie zamieszkiwał w Rzeczypospolitej Polskiej, albo w skład spadku wchodzą prawa rzeczowe lub posiadanie nieruchomości położonej za granicą,
- w stosunku do spadku został już uprzednio sporządzony akt poświadczenia dziedziczenia lub wydane postanowienie o stwierdzeniu nabycia spadku[13].

Postępowanie to znajduje zastosowanie w sprawach niespornych. W razie ujawnienia kwestii spornych notariusz winien odesłać uczestników na drogę postępowania sądowego, aby rozstrzygnąć wątpliwości.
Postępowanie notarialne obejmuje:
1. sporządzenie protokołu dziedziczenia;
2. sporządzenie aktu poświadczenia dziedziczenia;
3. rejestrację w ogólnopolskim systemie teleinformatycznym.

Przed notariuszem powinni się stawić wszyscy żyjący, potencjalni spadkobiercy. Sąd Najwyższy dopuścił także sporządzenie notarialnego poświadczenia dziedziczenia w sytuacji, gdy jeden ze spadkobierców nie żyje.
Notariusz może sporządzić poświadczenie dziedziczenia jedynie przy udziale potencjalnych spadkobierców oraz uprawnionych z tytułu zapisów windykacyjnych. Notariusz po udzieleniu pouczenia odbiera od osób biorących udział w sporządzeniu poświadczenia szereg oświadczeń. Po spisaniu protokołu sporządza on akt poświadczenia dziedziczenia, zawierający m.in. stwierdzenie kto, na jakiej podstawie i w jakich częściach dziedziczy po spadkodawcy. Sporządzony akt poświadczenia dziedziczenia notariusz niezwłocznie wpisuje za pośrednictwem systemu teleinformatycznego do rejestru aktów poświadczenia, utworzonego przez Krajową Radę Notarialną.

## Skutki materialnoprawne stwierdzenia nabycia spadku oraz poświadczenia dziedziczenia
Sądowe stwierdzenie nabycia spadku oraz notarialne poświadczenia dziedziczenia wywołują następujące skutki materialnoprawne:
1. domniemanie, że osoba wskazana w akcie/orzeczeniu jest spadkobiercą – zgodnie z art. 1025 § 2 k.c. domniemywa się, że osoba, która uzyskała stwierdzenie nabycia spadku albo poświadczenie dziedziczenia, jest spadkobiercą. Jest to domniemanie prawne, skuteczne erga omnes (wobec wszystkich), mogące jednak być wzruszonym na drodze sądowej w postępowaniu o uchylenie lub zmianę aktu/orzeczenia o spadku[16].
2. skutek legitymacyjny – sądowe stwierdzenie nabycia spadku oraz notarialne poświadczenie dziedziczenia, zgodnie z art. 1027 k.c., są wyłącznym dowodem bycia spadkobiercą w stosunku do osoby trzeciej, która nie rości sobie praw do spadku z tytułu dziedziczenia[2]. Skutek legitymacyjny nie znajduje zastosowania, gdy osoba trzecia dochodzi roszczeń wobec spadkobiercy[17].
3. ochrona nabywcy w dobrej wierze – w myśl art. 1028 osoba dokonująca ważnej czynności prawnej z osobą dysponującą postanowieniem o nabyciu spadku albo poświadczenie dziedziczenia, niebędącą jednak faktycznie spadkobiercą, o ile w chwili dokonania czynności nie działa w złej wierze, podlega ochronie prawnej. Oznacza to złamanie zasady nemo plus iuris ad alium transferre potest, quam ipse habet[2].

## Europejskie poświadczenie spadkowe
Instytucja europejskiego poświadczenia spadkowego uregulowana jest w art. 62–73 rozporządzenia nr 650/2012. Poświadczenie jest wydawane celem wykorzystania go w innym państwie członkowskim UE na potwierdzenie statusu spadkobierców, zapisobierców mających bezpośrednie prawa do spadku oraz wykonawców testamentów lub zarządców spadku. Przedmiotowe poświadczenie stanowi podstawę dokonania wpisu majątku spadkowego do właściwego rejestru państwa członkowskiego.